# Ngô Cảnh
Ngô Cảnh (giản thể: 吴景; phồn thể: 吳景; bính âm: Wu Jing; ? – 203) là tướng lĩnh dưới quyền quân phiệt Viên Thuật, Tôn Sách và Tôn Quyền cuối thời Đông Hán trong lịch sử Trung Quốc.

## Theo Viên Thuật
Ngô Cảnh quê ở huyện Ngô, quận Ngô, Dương Châu, là em trai của Ngô phu nhân, vợ của Tôn Kiên, cũng là cậu của anh em Tôn Sách, Tôn Quyền. Cuối thời Đông Hán, Ngô Cảnh theo Tôn Kiên đánh dẹp các nơi, được giữ chức Kỵ đô úy.
Khoảng năm 191, Ngô Cảnh theo Tôn Kiên phụ thuộc vào Viên Thuật. Thái thú Đan Dương là Chu Hân nghe lệnh Viên Thiệu chống lại Viên Thuật. Thuật phái Cảnh dẫn quân đánh Hân, nhưng lâu ngày không phá được. Ngô Cảnh tuyên bố rằng hễ ai theo Chu Hân thì giết không tha. Chu Hân than: Kể cả ta không có đức, thì bá tánh có tội tình gì? rồi giải tán quân đội, bỏ về Cối Kê theo Thái thú Vương Lãng. Ngô Cảnh chiếm được Đan Dương, được Viên Thuật dâng biểu bổ nhiệm làm Thái thú.
Năm 192, sau khi Tôn Kiên chết, Tôn Sách vì muốn báo thù mà đến Khúc A, dùng danh nghĩa Ngô Cảnh để chiêu mộ mấy trăm binh lực. Không lâu sau, quân Tôn Sách bị tặc soái Tổ Lang tập kích. Quân đội bị đánh tan, bản thân Tôn Sách suýt nữa mất mạng, bỏ chạy đến chỗ Ngô Cảnh.
Năm 193, Viên Thuật hại chết Thứ sử Dương Châu Trần Ôn, muốn chiếm hữu Dương Châu. Năm 194, triều đình Lý Thôi bèn cắt cử Lưu Do làm Thứ sử để chống lại Viên Thuật. Lưu Do khi đó không có chỗ đứng chân, đến Đan Dương nhờ Thứ sử Ngô Cảnh cùng Đô úy Tôn Bí (anh họ Tôn Sách) hỗ trợ, lấy Khúc A làm thủ phủ. Sau đó, Lưu Do thấy nhà họ Tôn phần lớn phụ thuộc vào Viên Thuật, nên nghi kỵ, đuổi Ngô Cảnh, Tôn Bí. Ngô Cảnh đến chỗ Viên Thuật, được Thuật phong làm Đốc quân trung lang tướng, cùng Tôn Bí chinh phạt Lưu Do. Lưu Do phái bộ tướng Phàn Năng, Vu Mi đóng giữ Hoành Giang, Trương Anh đóng giữ Lợi Khẩu, khiến quân Ngô Cảnh đánh suốt 1 năm trời mà không thắng được.
Năm 195, Tôn Sách theo kế của Lã Phạm và Chu Trị, xin Viên Thuật cho quân để chi viện cho Ngô Cảnh. Tôn Sách được Viên Thuật phong làm Chiết Xung hiệu úy, mang theo bộ hạ cũ của Tôn Kiên đến Lịch Dương. Trên đường đi, Tôn Sách thu phục được thêm nhiều bộ hạ, cũng như được con trai của Thái thú Đan Dương Chu Thượng là Chu Du giúp đỡ. Quân Tôn Sách nhanh chóng phá được Phàn Lăng, Vu Mi ở Hoành Giang, Trương Anh ở Lợi Khẩu, Trách Dung, Tiết Lễ ở Mạt Lăng, đuổi Lưu Do ra khỏi đồn Ngưu Chử. Phàn Lăng, Vu Mi dẫn quân đánh úp Ngưu Chử, bị Tôn Sách đem quân trở về đánh tan, không may bị thương. Hàng binh ở Ngưu Chử tạo phản, may mà Ngô Cảnh phát hiện kịp thời, cho người trấn áp.

## Theo Tôn Sách
Năm 196, Lưu Do chạy về Cối Kê, rồi lại lui về Dự Chương. Tôn Sách phái Ngô Cảnh đến chỗ Viên Thuật báo tin. Viên Thuật khi đó đang cho quân đánh chiếm Từ Châu của Lưu Bị, phái Ngô Cảnh làm Thái thú Quảng Lăng.
Năm 197, Viên Thuật xưng đế. Tôn Sách nhân cơ hội đoạn tuyệt quan hệ với Viên Thuật, khống chế các quận Giang Đông ly khai khỏi Viên Thuật, cũng cho người báo cho Ngô Cảnh. Ngô Cảnh rời bỏ Quảng Lăng chạy về Giang Đông, được Tôn Sách bổ nhiệm làm Thái thú Đan Dương. Khi sứ giả Hứa Đô đến, Ngô Cảnh được phong Dương Vũ tướng quân, vẫn lĩnh Đan Dương như trước.
Viên Thuật phái Vạn Diễn làm sứ giả xúi giục tặc soái Đan Dương là Tổ Lang chống lại Tôn Sách. Tôn Sách nghe theo lời khuyên của Ngô Cảnh, tập hợp lực lượng cùng Tôn Hà, Tôn Phụ, Lã Phạm đánh hạ Lăng Dương, bắt sống Tổ Lang.
Năm 203, Ngô Cảnh chết khi đương nhiệm. Con trai Ngô Phấn được Tôn Quyền phong tước.

## Gia đình
- Con trai:
  - Ngô Phấn (吳奮), sau khi Ngô Cảnh chết được phong tước Tân đình hầu (新亭候).
  - Ngô Kỳ (吳祺), sau khi Ngô An bị giết thì tập tước, thụ phong Đô đình hầu.
- Cháu trai:
  - Ngô An (吳安), con trai của Ngô Phấn, sau khi Ngô Phấn chết tập tước Tân đình hầu. Năm 250, do theo bè đảng Lỗ vương Tôn Bá nên bị Tôn Quyền tru sát.
  - Ngô Toản (吳纂), con trai của Ngô Kỳ, sau khi Ngô Phấn chết tập tước, cưới con gái Đằng Dận làm vợ. Năm 256, Tôn Lâm làm chính biến, tru di gia đình Lã Cứ, Đằng Dận, Ngô Toản cũng bị giết.

## Trong văn hóa
Trong tiểu thuyết Tam quốc diễn nghĩa, Ngô Cảnh xuất hiện ở hồi 15, là em trai của Ngô phu nhân và Ngô quốc thái. Ngô Cảnh giữ chức Thái thú Đan Dương, đóng ở Khúc A, trông coi vợ con của Tôn Kiên sau khi Kiên chết. Ngô Cảnh ban đầu bất hòa với Từ Châu mục Đào Khiêm, sau lại đối đầu với Thứ sử Dương Châu Lưu Do. Tôn Sách bèn theo kế Lã Phạm, mượn cớ cứu viện Ngô Cảnh để ly khai Viên Thuật.